# تيزكيت
 تيزڭيت (بالأمازيغية: ⵜⵉⵣⴳⵉⵜ) هي جماعة مغربية جبلية ذات طابع قروي تابعة لإقليم إفران ضمن جهة فاس مكناس بالأطلس المتوسط، بلغ مجموع عدد سكان الجماعة 10,693 نسمة حسب الإحصاء العام للسكن والسكنى لسنة 2014، تم إحداث هذه الجماعة سنة 1959. تبعد جماعة تيزڭيت ب 7 كلم على مدينة إفران، وتشتهر بغابات البلوط الأخضر والأراضي الفلاحية، ووفرة المياه. أشهر تجمع سكني في الجماعة هو المركز القروي زاوية سيدي عبد السلام، وتجزئة حدائق فيتال السكنية.

## السكان
عدد سكان جماعة تيزڭيت 10,693 حسب الإحصاء العام للسكن والسكنى لسنة 2014.
الكثافة السكانية لجماعة تيزڭيت 34,9 نسمة في المتر المربع.
عدد أسر جماعة تيزڭيت 2019 أسرة.
نسبة الفقر في الجماعة 31,72 %.
نسبة الأمية في الجماعة 51,69 %.
نسبة التمدرس في الجماعة 87,18 %.
نسبة الساكنة المزودة بالماء الصالح للشرب12,93 %.
نسبة الساكنة المزودة بالكهرباء 61 %.
ساكنة جماعة تيزڭيت من أمازيغ الأطلس المتوسط، واللغة الشائعة في المنطقة هي اللغة الأمازيغية، تليها الدارجة المغربية.

## دواوير الجماعة

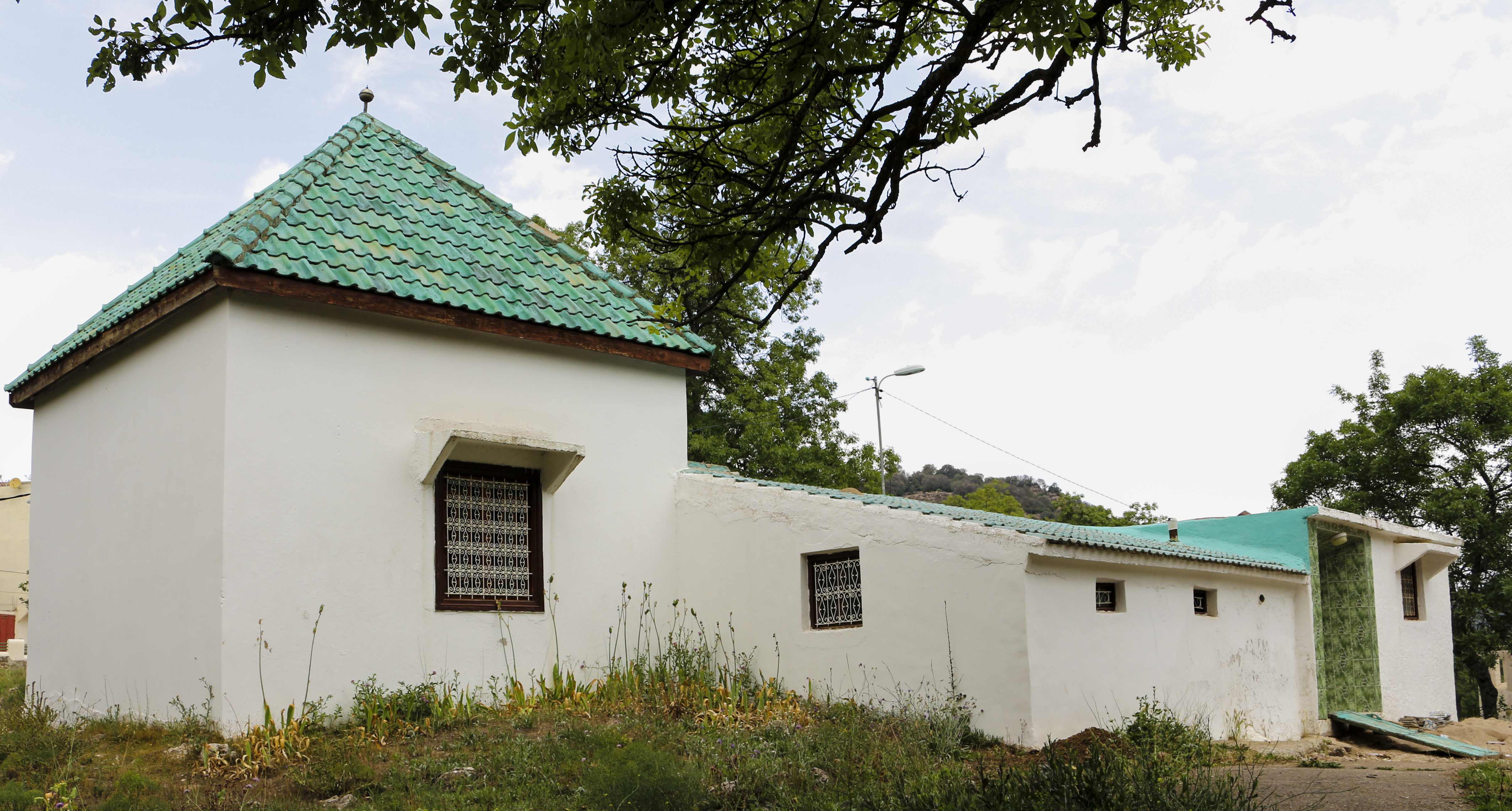
ضريح الولي الصالح سيدي عبد السلام بن محمد اليعقوبي الولاني بجماعة تيزكيت

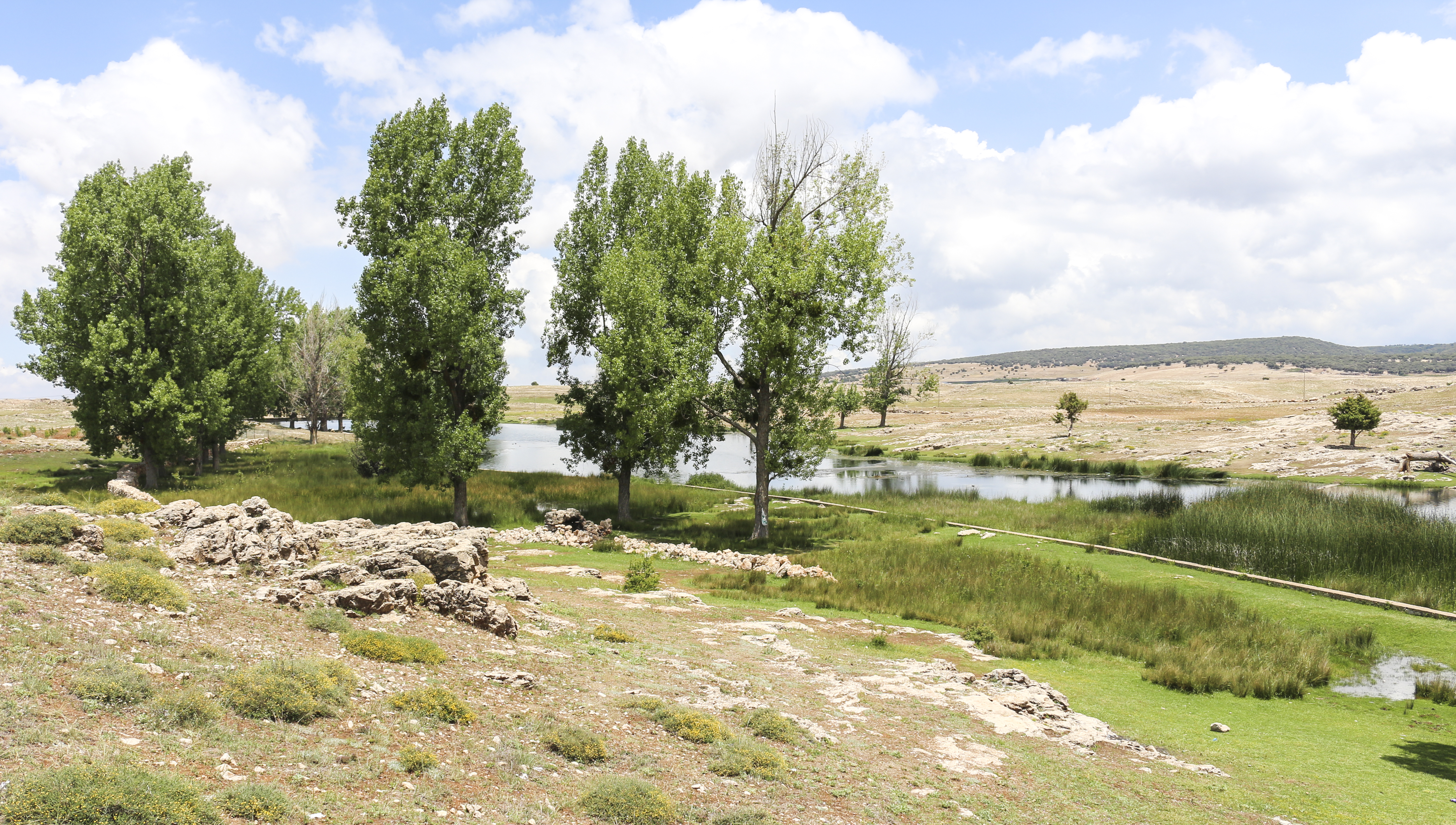
بحيرة زروقة بجماعة تيزكيت

| اسم الدوار            | عدد سكان الدوار | المشيخة               | النوع     |
| --------------------- | --------------- | --------------------- | --------- |
| زاوية سيدي عبد السلام | 1,433           | زاوية سيدي عبد السلام | دوار مجمع |
| ازروال                | 669             | ايت ورتيندي           | دوار مشتت |
| ايت تامو              | 291             | ايت ورتيندي           | دوار مشتت |
| اكساسن                | 472             | ايت ورتيندي           | دوار مشتت |
| ايت اعمر أوعيسى       | 700             | أدغاغ                 | دوار مشتت |
| ايت حسو               | 476             | أدغاغ                 | دوار مشتت |
| ايت لحسن وابراهيم     | 1,721           | أدغاغ                 | دوار مشتت |
| ايت حسو               | 913             | عين لحناش             | دوار مشتت |
| ايت اعمر أوعيسى       | 1,303           | عين لحناش             | دوار مشتت |
| ايت بن السبع          | 1,418           | عين لحناش             | دوار مشتت |
| ايت لحسن وابراهيم     | 1,297           | عين لحناش             | دوار مشتت |

## معرض الصور

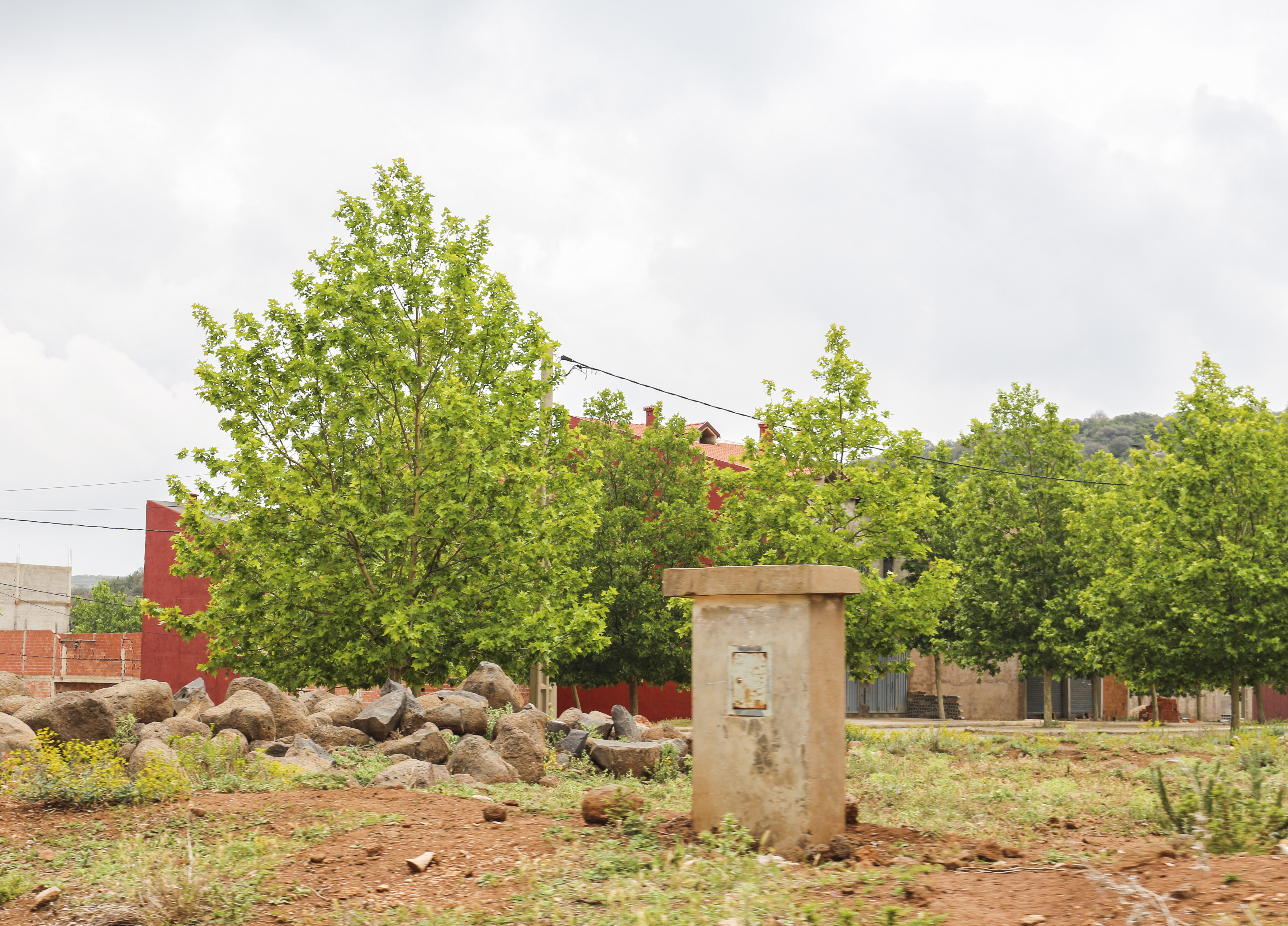
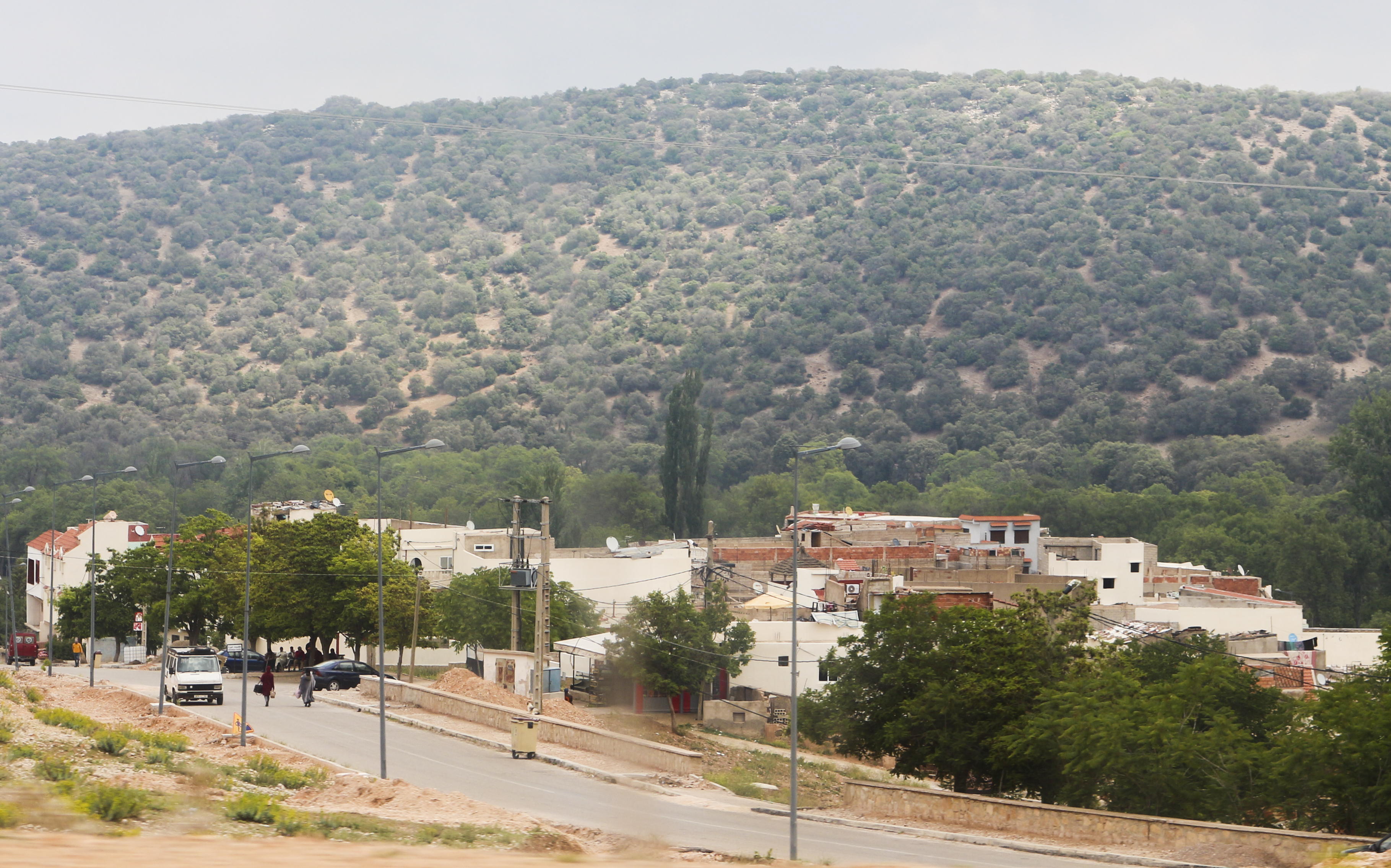
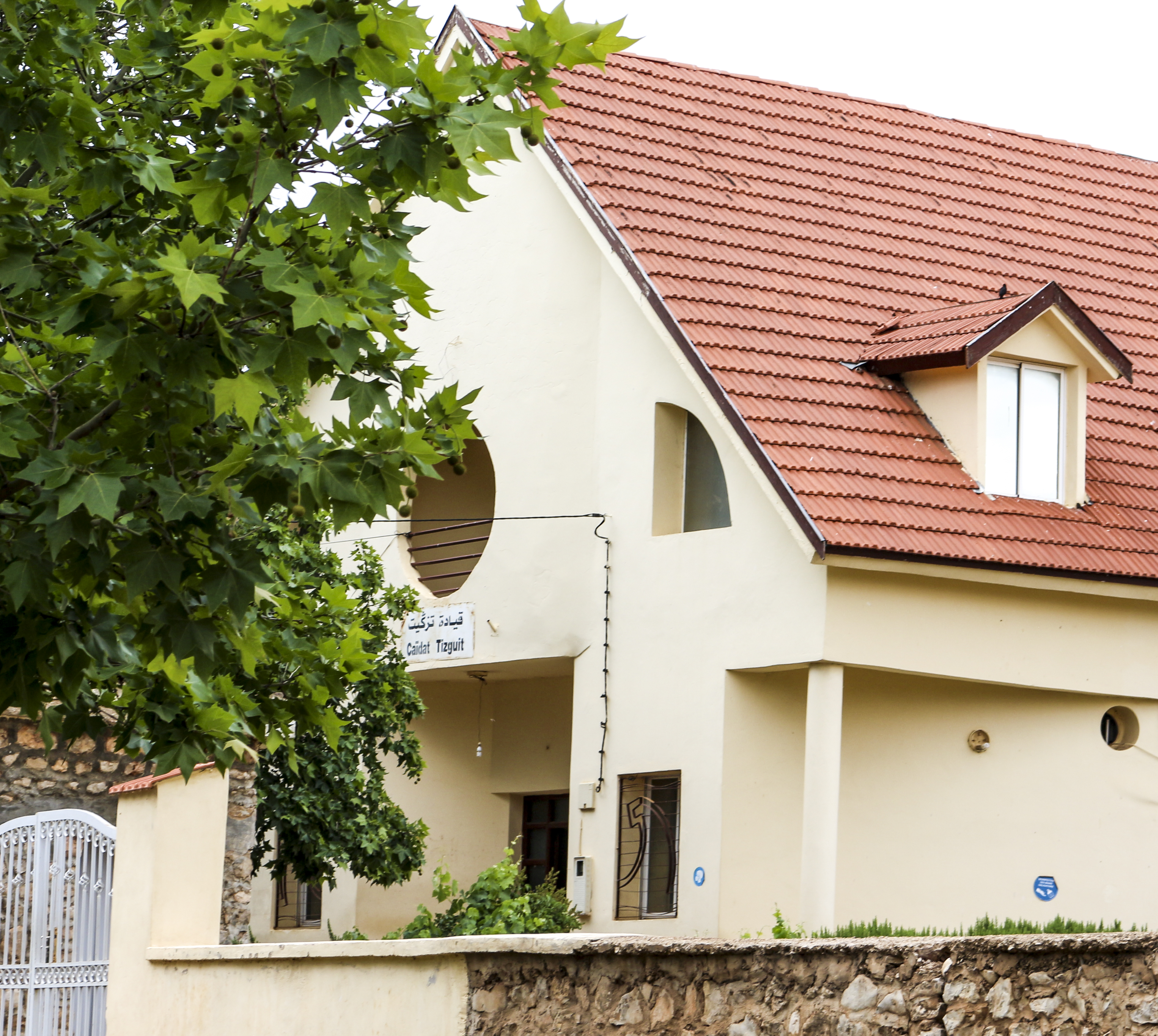
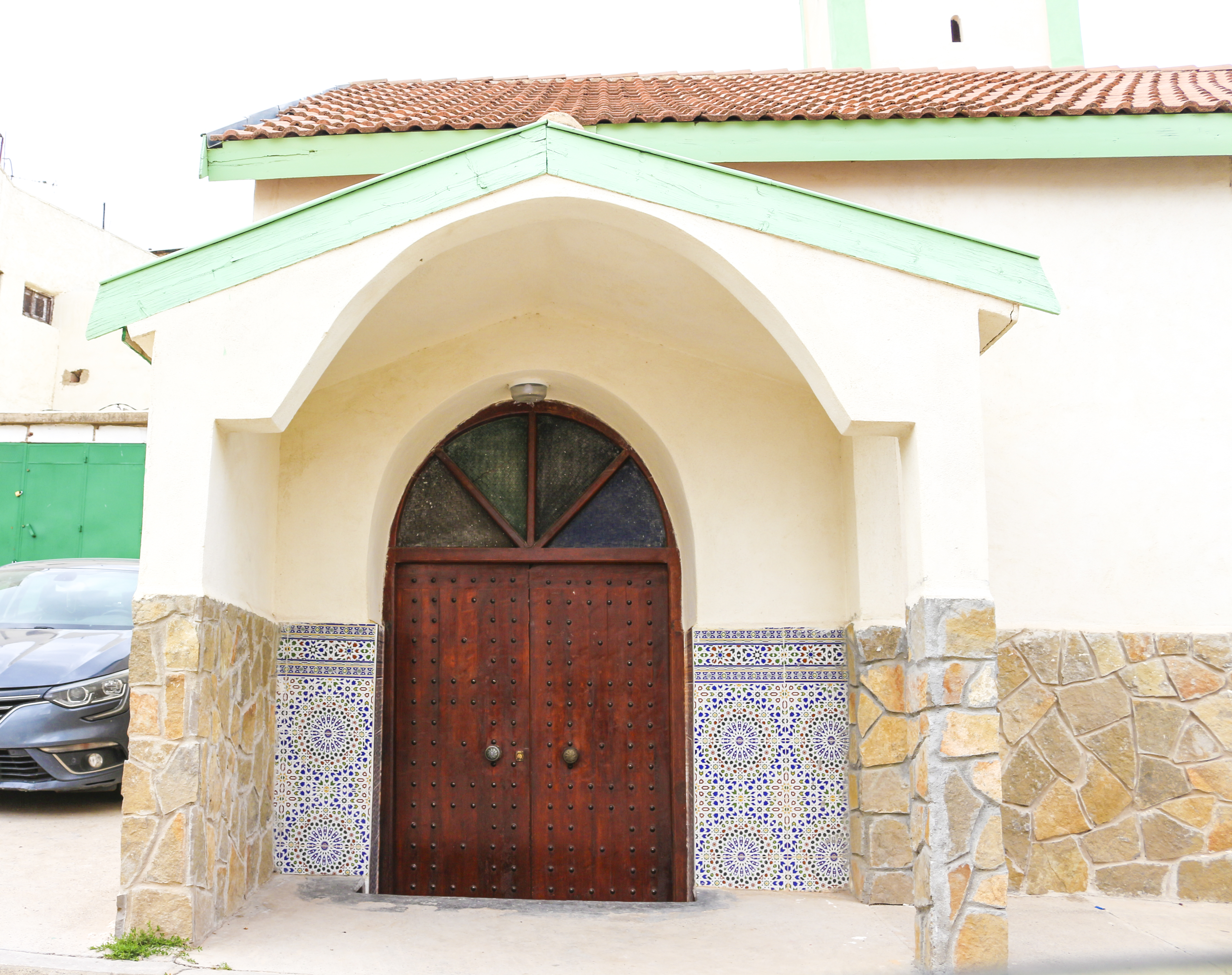
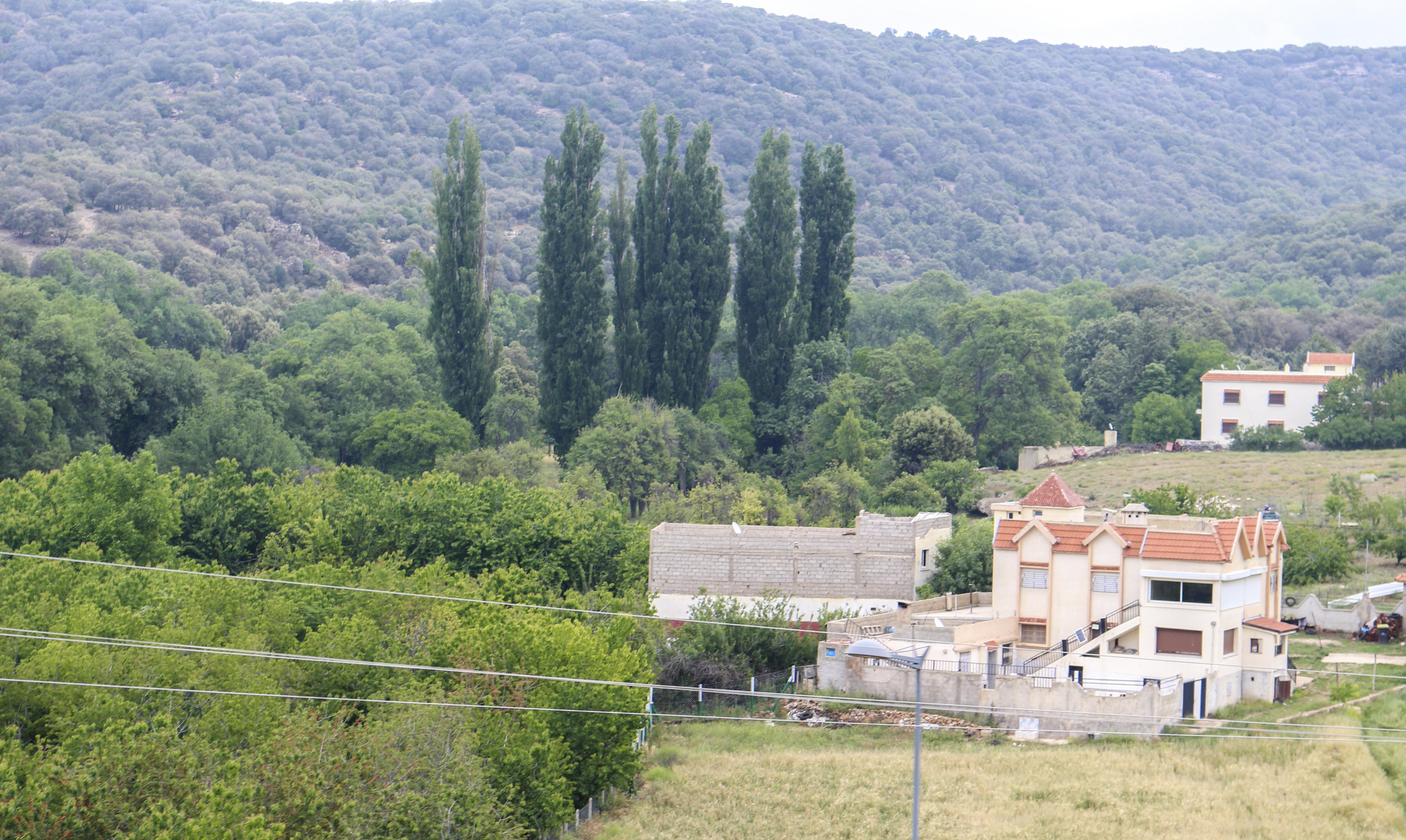
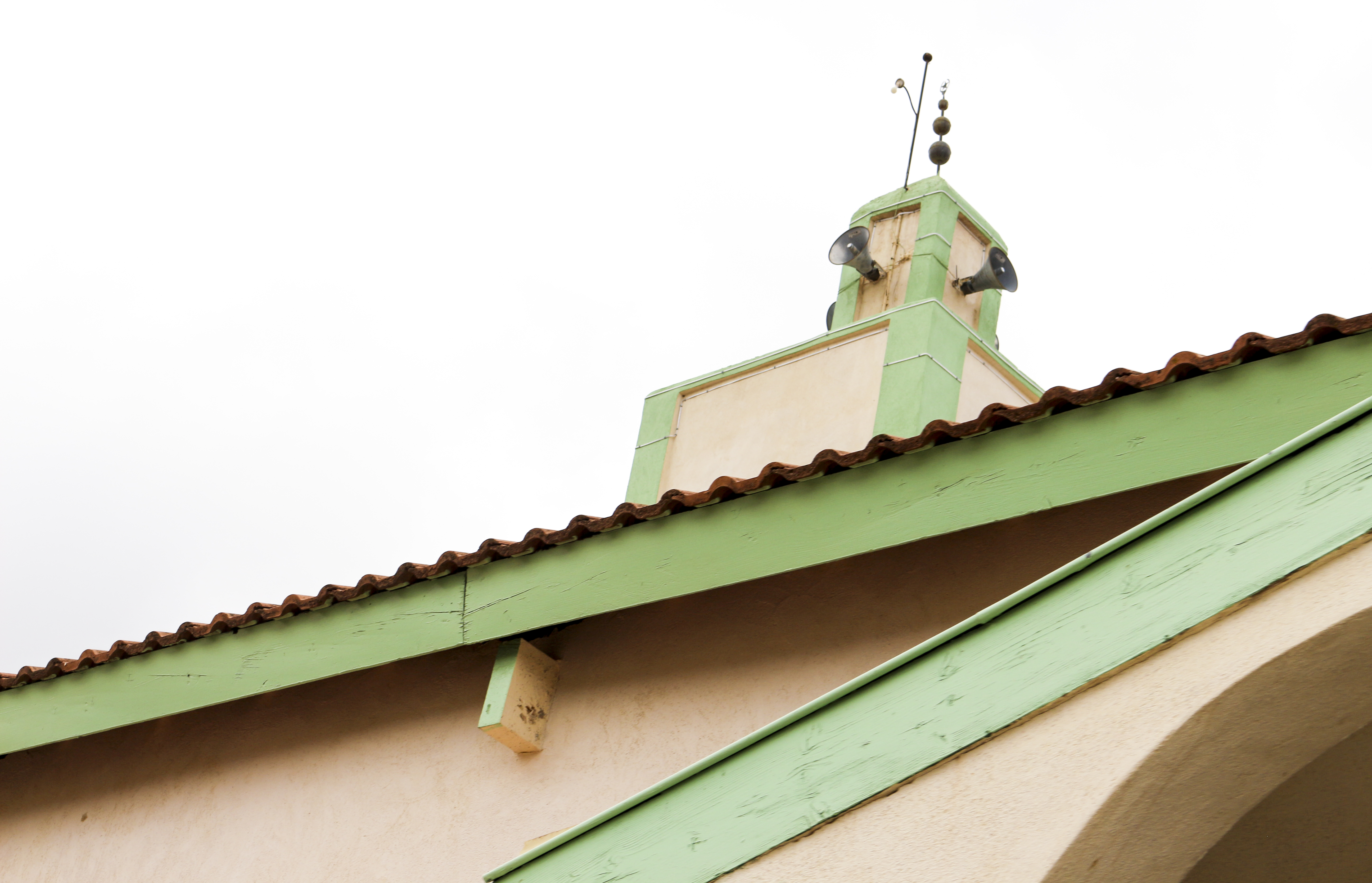
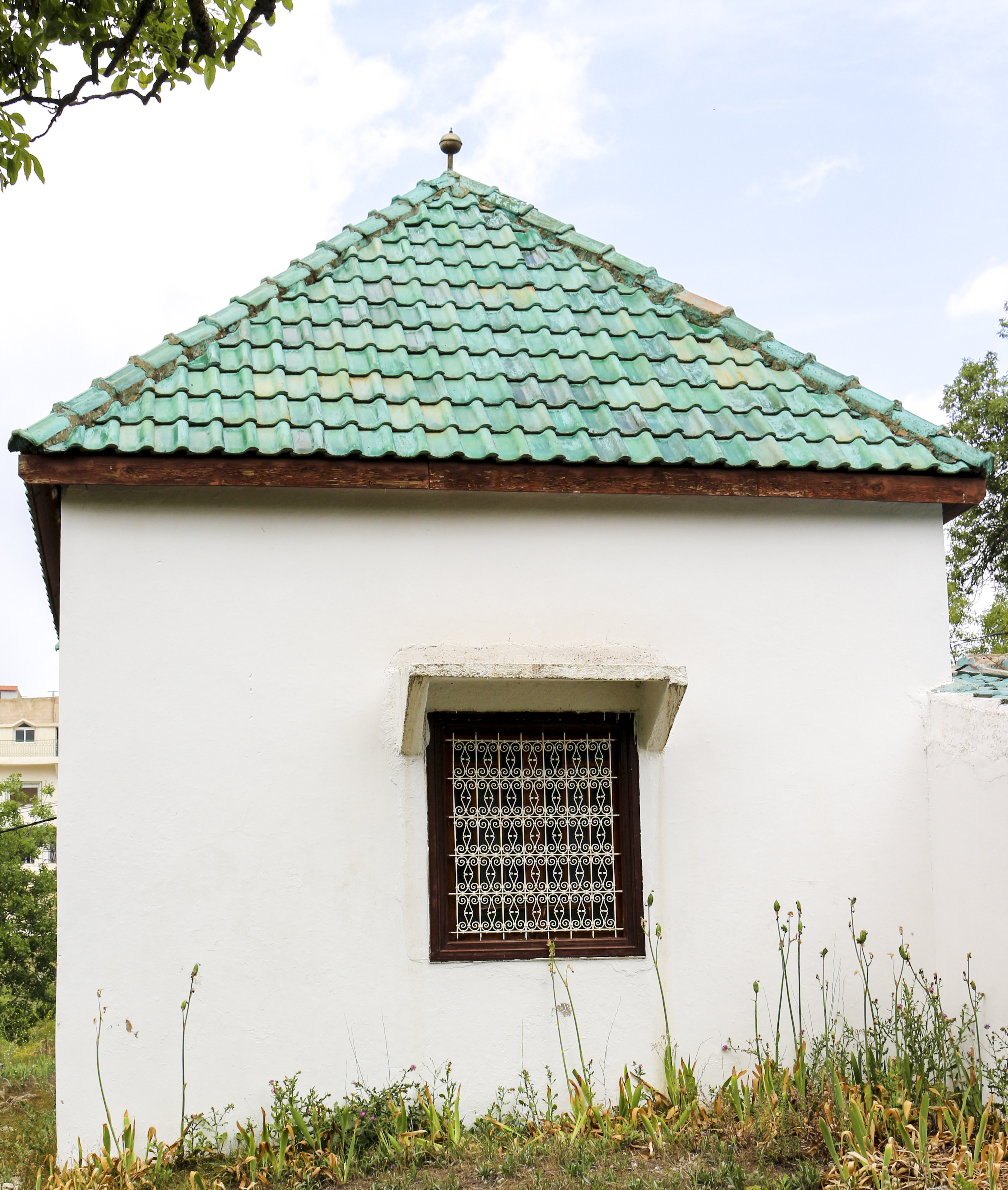
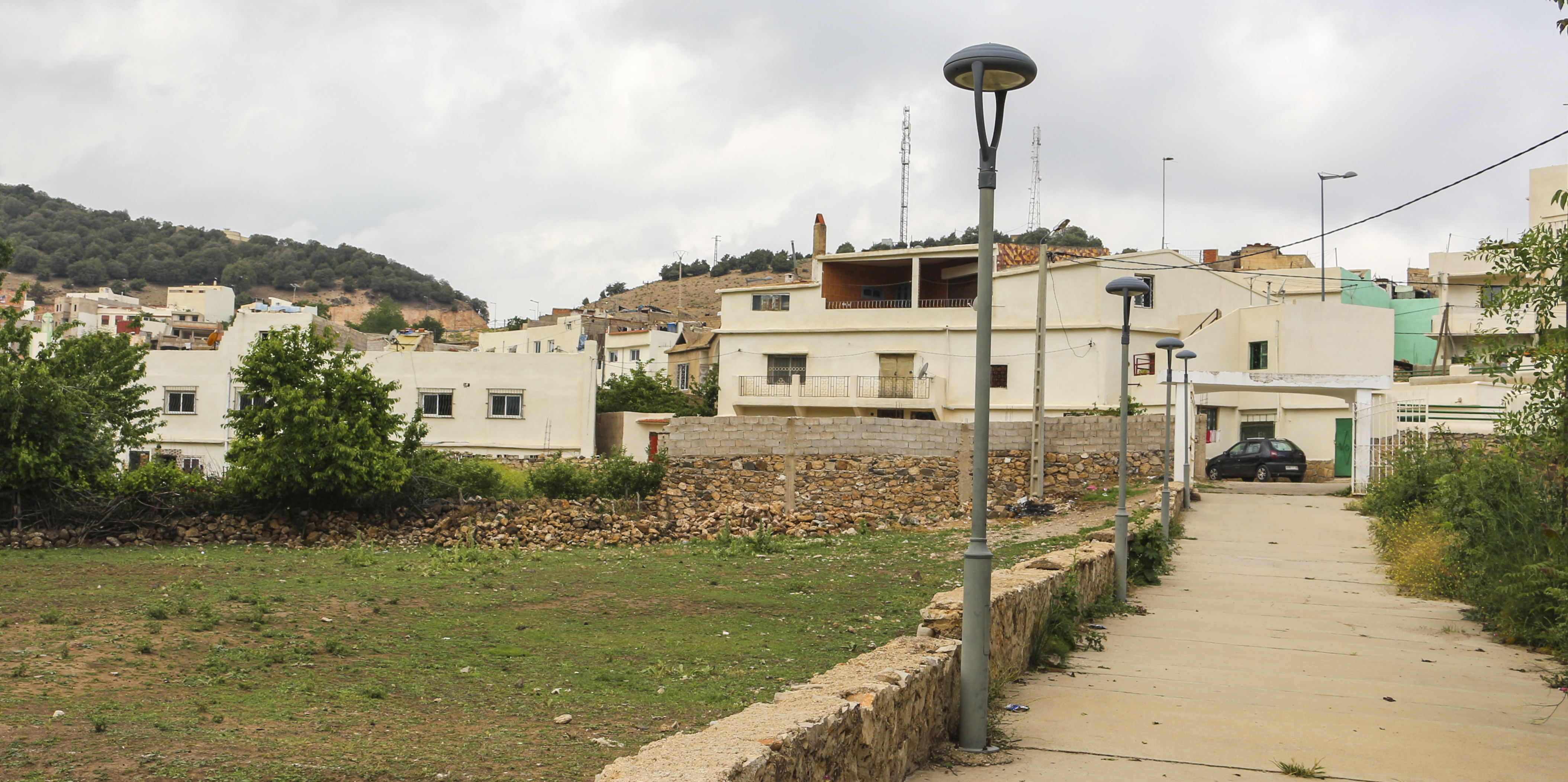
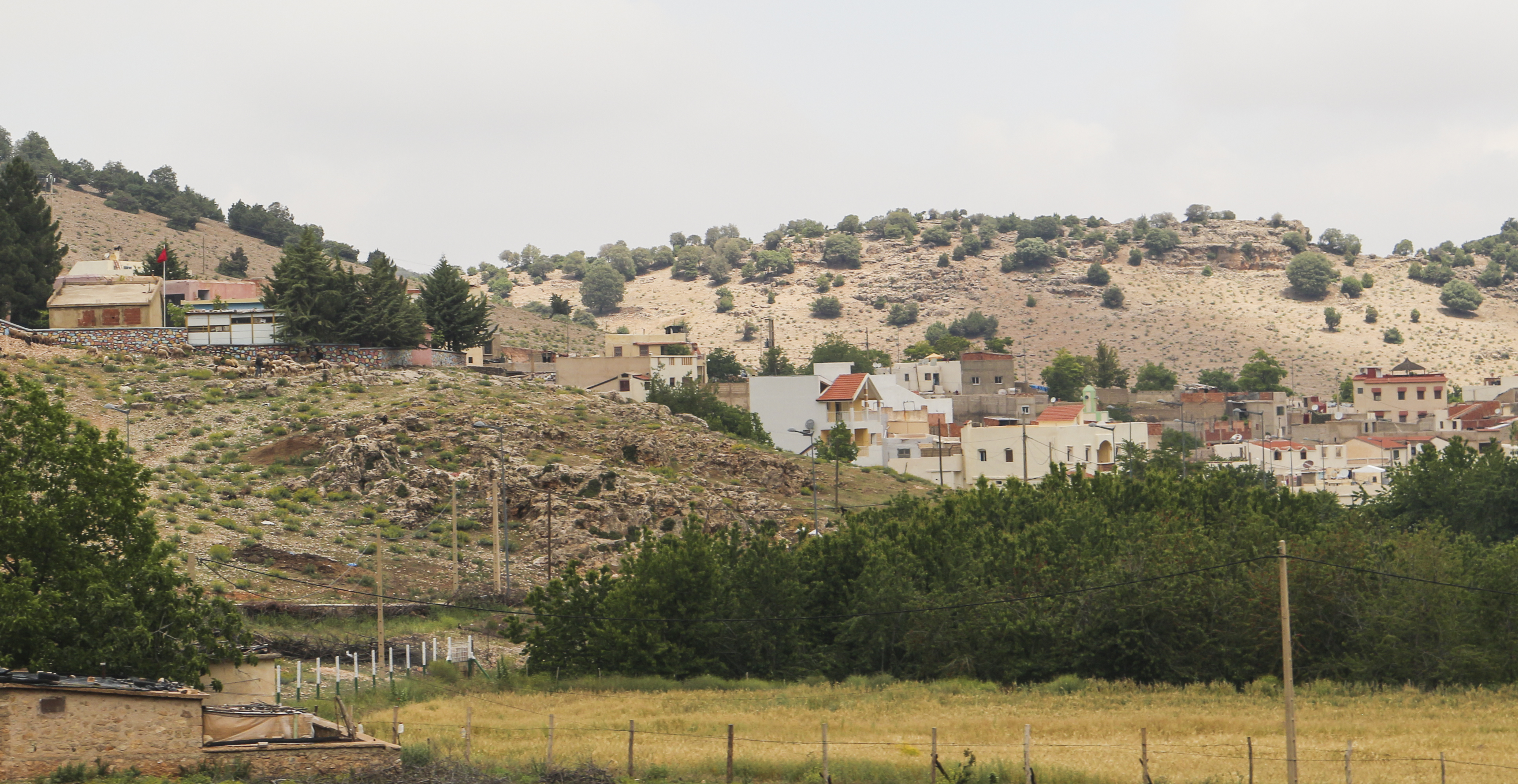
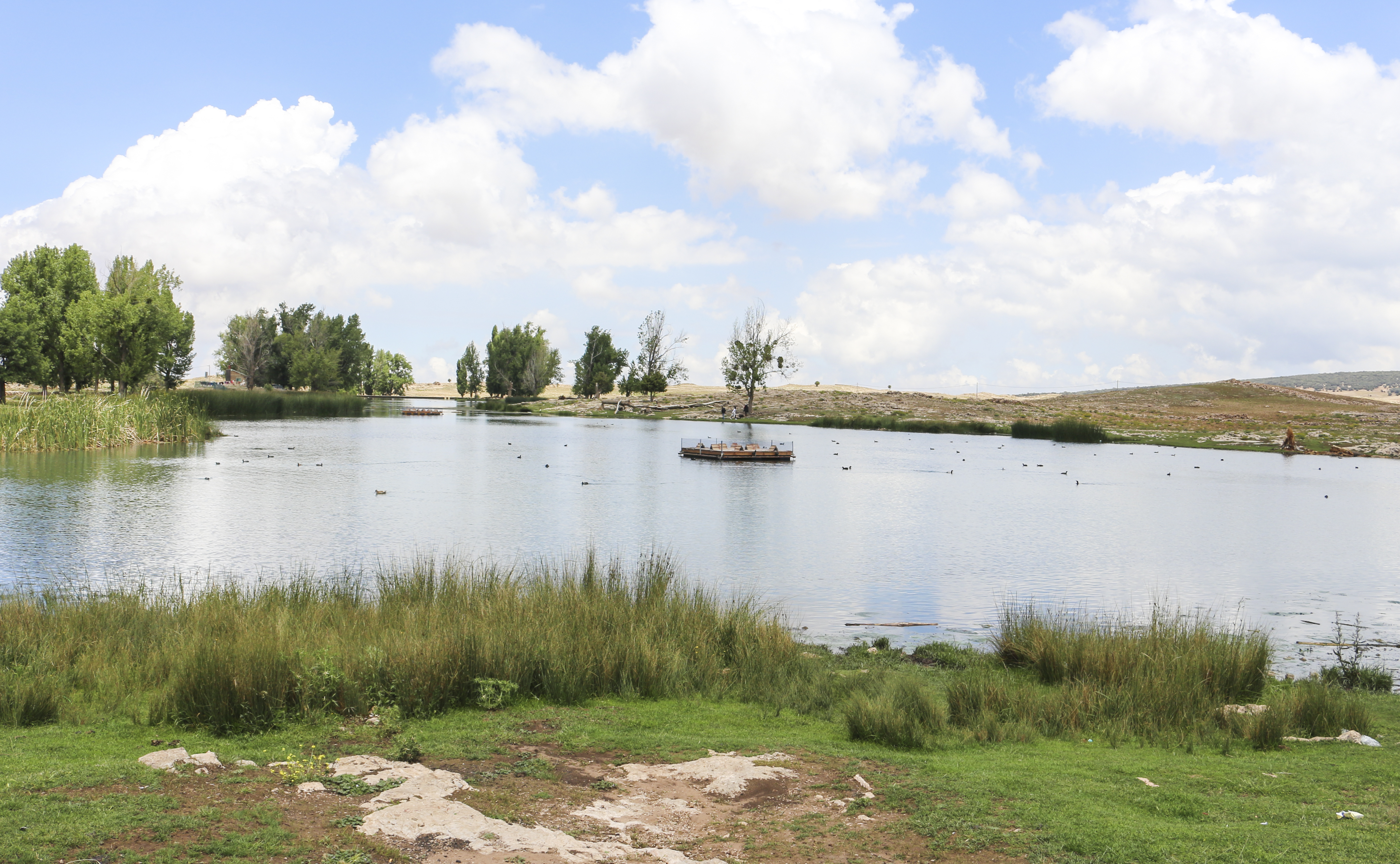
بحيرة زروقة بجماعة تيزكيت.